# 阿尔武尼奥尔
阿尔武尼奥尔，是西班牙安达卢西亚自治区格拉纳达省的一个市镇。总面积63平方公里，总人口5784人（2001年），人口密度92人/平方公里。